# Boundstone

Schematische indeling van carbonaatgesteente volgens Dunham (1962, bovenste rij) met latere aanvullingen en onderverdelingen (onderste rij).

Boundstone is een type carbonaatgesteente volgens de indeling van Dunham. Boundstone bestaat uit elementen die voor de vorming van het gesteente al met elkaar verbonden waren. Het gaat dan meestal om grotere biogene structuren zoals de skeletten van koralen, die in situ werden opgevuld met kalkmodder (micriet) of neerslaande mineralen.
In latere uitbreidingen op Dunhams indeling komen drie typen boundstone voor:
- framestone, waarin het gesteente een groot biogeen raamwerk bevat dat alles verbindt.
- bafflestone, waarin het gesteente kleinere biogene componenten bevat die het sediment hebben ingevangen.
- bindstone, waarin het materiaal door korsten en matten van algen is verbonden.

Boundstone wordt alleen in zeer ondiep water gevormd, zowel in de zee (koraalriffen, carbonaatplatforms, ondiepe delen van lagunes) als in zoetwater.